# サガ スカーレット グレイス
『サガ スカーレット グレイス』（SaGa SCARLET GRACE）は、スクウェア・エニックスより2016年12月15日に発売されたPlayStation Vita用ゲームソフト。
バージョンアップ版となる『サガ スカーレット グレイス 緋色の野望』（サガ スカーレット グレイス ひいろのやぼう、SaGa SCARLET GRACE Ambitions）についても本項で扱う。

## 概要
サガシリーズ25周年記念タイトルにして、コンソール機向けとしては2002年発売の『アンリミテッド:サガ』以来14年ぶりとなる完全新作タイトル。2014年12月14日のニコニコ生放送において『SAGA2015（仮称）』の仮題で制作が発表された。2015年9月15日に開催された「SCEJA Press Conference 2015」にて正式タイトルである『サガ スカーレット グレイス』が発表された。タイトルの意味は「緋色の恩寵」。
主人公は4人用意されており、それぞれメインシナリオが異なる。バトルに参加できるパーティーメンバーは5人。また、本作はPlayStation Vita TVには対応していない。
作者の河津秋敏は略称として『SSG』『スカーレット』を推奨している。
2018年にキャラクターボイスや新規シナリオを追加したバージョンアップ版『サガ スカーレット グレイス 緋色の野望』をPlayStation 4、Nintendo Switch、Microsoft Windows（Steam）、スマートフォン（iOS / Android）向けに発表、同年8月2日に発売した。

## ストーリー
かつて、星神を裏切った「ファイアブリンガー」という一柱の神がいた。その神は邪神となり、星々の彼方に追放されたが、彗星になって還ってきた。ファイアブリンガーの接近によって冥魔達も活発化し、星は大きな混乱に見舞われる。
星神はある人間に力を与えた。その男は人々を束ね、邪神に対抗するための帝国を築き、力を合わせて戦った。邪神は去り、星には平和が訪れたかに思えた。しかし、邪神は150年に一度の周期でまた還ってくる。
人々は歴代の皇帝の元で邪神と戦ってきた。そして、7度目の戦いでようやく邪神ファイアブリンガーを打ち破った。邪神の彗星は砕け散り、1000年に渡る長き戦いの歴史には終止符が打たれた。
しかし、邪神が消滅したことで帝国もまた不要になり、反乱が起こった。邪神を破った皇帝は暗殺され、帝国は内乱により瓦解した。
それから70年後、新たな脅威が迫りつつあった。
帝国が瓦解した混乱の時代に、人々は星神に救いを求めるが、神々も共通の敵を失ったことで勢力争いをしていたのだった。この間に冥魔達は徐々に力を取り戻し、地上の支配権を得るべく活動していた。砕け散り、地上に降り注いだ邪神ファイアブリンガーの破片・「スカーレット グレイス」を求めて。

## ゲームシステム
主人公の選択
ゲームを開始すると、彗星から質問が投げかけられ、2つの選択肢を7回選ぶことになる。
この選択によって主人公が決定し、また初期パラメータに若干の変動が発生する。パラメータが減少する場合が多いが、一切減少しないボーナスのようなパターンもある。
二週目以降は4人の中から任意に選択することができる。ただし、この場合は初期ステータスそのままとなる。
なお、選ばなかった主人公はイベントで登場する場合があり、条件次第では他の仲間キャラクター同様に加入させることが可能。
フリーワールドシステム
本作にはダンジョンマップの概念が存在せず、全てのイベントがワールドマップ上で進行する(選択式で迷宮を進む疑似ダンジョンはある)。
また、プレイヤーの選択肢によってワールドマップが大きく変容していく。特定の行動を行うかやどの選択肢を選んだかによって、異なる結果となることも多い。特定の結果の一方しか獲得できないイベントも存在する。
戦闘が発生するイベントの場合、左下に戦闘数とその難易度が表示される。この場合、戦闘開始前にオートセーブが実行されるがセーブされない場合もある。また、左下に戦闘表示がなくても戦闘が発生する場合がある。
シナリオ分岐
本作のシナリオは、突如現れては暴れる「大地の蛇」を退治するシナリオ、「シグフレイ」と名乗る人物を追跡するシナリオ、大精霊「不死鳥」の卵を得るためにその足跡を辿るシナリオ、各地に隠された「緋の欠片」を見つけ出して破壊するシナリオ、の4つを主軸とする。
4人の主人公はこの4つのシナリオにそれぞれ割り当てられており、主にそのシナリオを遂行することが最初の目的となる。その後、特定のエリアに移動することで残る3つのシナリオが発生し、このうち2つをクリアすることで最終決戦に向かうことができる。バルマンテは流れがいくらか異なる他、レオナルドに関してはほぼ独自路線で進行する。
各シナリオでは、特定のエリアでアイテムを使用したり街で会話したりすることでイベントが発生するようになっている。これをクリアすることで後述する素材がボーナスとして入手できる。各エリアで発生するイベントをすべてクリアする必要はなく、ある程度クリアすれば任意のタイミングでアスワカンに赴くことで最終イベントを起こすことができる。
タイムラインシステム
本作のバトルにおけるメイン要素。タイムラインによって敵側の行動パターンが予め確認可能で、プレイヤー側はこれを判断材料に行動を選択して戦闘を有利に進めていく。
行動の選択には敵味方ともに行動ごとに決まったBPが必要となる。消費できるBPは主にターン経過で増加するが、プレイヤー側は陣形によっては条件付きの代わりにBP上昇量が多いもしくは初期値が多い、というものもある。
ターンごとに使用できるBPが増えるという仕様は敵も同様であり、ターン経過とともに強力な技を使用してきたり行動キャラが増えたりする。
行動順は戦闘開始時に運動性に応じてある程度決まる他、消費BPの多い技を使うと次のターンの行動順が遅くなる。また、発動するにあたって行動順が早まる技や遅くなる技・術が存在している。行動順を後ろに下げる「バンプ」という特性を持った技も存在しており、攻撃対象が行動した後であっても有効。
攻撃対象は立ち位置などで制限されることがなく自由に選択できるが、状態異常「怒り」にかかっている場合は特定の相手(主に怒りを与えた相手)にしか攻撃できなくなる。この場合の攻撃対象は、キャラを選択する度に一回だけ赤く点滅する。
行動を選択しなかったキャラは「防御」となって武器ガード判定が発生するようになり、確率でダメージを軽減できる。武器ガードが発生する確率は武器ごとに決まっており高度な武器ほど高い傾向にある。
盾を装備している場合は行動していてもガードが発生する。盾によるガードは確率は低いがダメージを完全にカットすることができる。盾を装備できるのは長剣・小剣・棍棒・杖の4つ。また、盾は若干ながら運動性を下げるものが多い。
バトルによっては連続で戦闘が行われる場合もあり、間にセーブはできないが陣形・装備・編成などを変更することができる。
HPが0になるとLPという値が1減少する。LPはキャラごとに固定で一切成長せず、回復には一部ワールドイベントか後衛で2戦待機させるかする必要がある。LPが0になっても消滅とはならないが、しばらくの間戦闘に参加させることができなくなる。
全員のHPが尽きてしまうと全滅となり、タイトル画面に戻るか再挑戦するかを選ぶことができる。また、勝てそうにない時などは任意に全滅扱いにすることもできる。再挑戦する場合、全員のLPが減少した状態のまま戦闘準備画面に戻るため何度も実行することはできないが、その戦闘での連撃(後述)のダメージが増加するボーナスが発生する。このボーナスはパーティを変えても維持され、累積もする。
戦闘に勝利した際、特定の相手であれば装備品を入手することができる。ドロップするアイテムはアイテムごとに確率が決まっており、相手によっては複数のドロップアイテムを持っている場合もある。
連撃
キャラが倒された時、タイムライン上でそのキャラの両サイドが同じ勢力だった場合、「連撃」が発生する。バンプ技で倒された場合、バンプ判定後に連撃判定となる。キャラの残数を除けばターン内の発動回数に制限はなく、発生条件を満たせば何度でも発生する。
連撃は隣接した同陣営の人数に応じてランダム対象1体に大ダメージを与えられる他、次ターンは連撃参加者の消費BPが減少する。消費BPは1が下限で、術の消費BPが1を下回る場合はその分詠唱時間が短縮される(これも1が下限)。消費BPの減少は累積するが、詠唱時間短縮は累積しない。
消費BPの減少は、技・術の最大スキルレベルが10上がることで大きくなる他、そのバトルエリアの属性(後述)と一致している場合も大きくなる。

属性
木・火・土・金・水の五行属性が存在しており、全ての術及びキャラはこのいずれかの属性を持つ。
バトルエリアにも属性が存在しており、術・キャラの属性と一致している場合はその性能が少し強化される(適用される場合、属性アイコンの縁が赤く点灯する)。ごく一部であるが全ての属性を兼ねる虹属性というものもある。
強化によっては武器にも属性が付与される場合があり、属性によって特定の能力値変動が発生する。
攻撃には斬・打・突・熱・冷・電の属性があり、弱点・耐性の影響を受ける。こちらは2つの属性を有している技も存在し、弱点・耐性・インタラプト技は一方が当てはまれば適用される。防具類によるダメージ減少は、この属性ごとのダメージ軽減率が変化する形。
技・術
戦闘では、現在装備している武器に応じて使用できる技や術が決まる。技と術は攻撃という点では同じであるが、ほぼ別システムといえる特性を持っている。
技は待機時間なしで放てるが、消費BPが多い技が多い。未習得の技を習得できる武器を装備し、特定の技を使うことで習得できる。習得には同一キャラ・武器種での攻撃の繰り返しを必要とし、武器のスキルレベルが高いと技を覚えやすくなる。武器種ごとの攻撃回数の累積は装備を変えてもリセットされないようである。習得判定は連撃よりも先に発生する。
術は防御不可能であり、多段ヒットしたり回復できたりなど強力なものが多いが、長くて3ターンの待機を必要とし、その間にスタンなどの行動不能に陥ると最初の詠唱からやり直しになる。威力は杖の攻撃力に比例する。習得にはバトルエリアごとに属性・量が決まっている「フラックス」を吸収する必要があり、習得できる術は装備中の杖と吸収させる術によって変わる。なお、術であっても物理攻撃属性を含む場合もある。
技は武器の習得可能技の中で習得している数が多いほど習得までに必要な戦闘・攻撃回数は増える傾向にあるが、技ごとに必要なスキルレベルなどはない。術は各属性で低位・中位・上位の計15個存在しており、中位と上位は習得には一定以上のスキルレベルを必要とする。
スキルレベル
キャラごとに各武器種及び五行属性それぞれには熟練度を表すレベルが設定されている。このレベルはその武器の技を使用することで少しずつ上昇していく。
前述の通り、武器のレベルを上げると連撃時にBPがより減少しやすくなるが、術のレベルはいくら上げてもBP減少量は変化しない。
レベルが上昇すると単純に威力が少し上昇する他、その武器種を装備中はダメージが減少したりランクアップや習得が発生しやすくなったりするといった恩恵がある。
リザーブ技
主に任意のキャラを攻撃から守る「プロテクト技」、特定の属性の攻撃に反応して割り込んで攻撃する「インタラプト技」、自分への単体近接攻撃を高確率で無効化して反撃する「カウンター技」の3つを指す。後述するリワードでは、発動待機中の術なども含まれる。
すべて相手の攻撃に反応するタイプであり意図的に効果を発揮させることが難しく、相手がその通りの行動を取ってくれないと消費したBPは無駄に終わってしまう。とりわけカウンターは強力だが決めるのが難しい。
リザーブ技は基本的に「間接攻撃」という特性を持つ攻撃を当てることで解除することができる(攻撃対象がその攻撃属性のインタラプト技である場合は結果的に失敗に終わる)。なお、間接攻撃は弓を始めとする突属性攻撃に偏っており、打属性に至っては一つもない。
インタラプト技を使う場合、その対象となる攻撃を行う予定の敵にTARGETと表示される。インタラプト技とカウンター技は一度しか発動できないため、複数対象がいる場合は先に行動する方に向けられる。
敵がリザーブ技を使う場合、内容を問わず???と表示されてどの技を使用するかは分からないようになっており、敵の技構成などから推測する必要がある。
ランクアップ
技や術にはその技・術そのものの熟練度を表す「ランク」が設定されている。ランクは0-3まであり、上がると都度消費BPが1つずつ減少して威力が若干上がる。
技は継続的に使用することで、術は同じ技にフラックスを吸収させ続けることで、ランクアップする。元々のBPが多いほどランクアップしやすいが、スキルレベルがある程度のラインに到達している必要がある(例えば、ランク2には16以上が必要)。
術の習得・ランクアップに必要なフラックスの量は、そのバトルエリアと吸収させる術の属性によって変化する。吸収量はバトルが難しければ多く、難易度が低いと吸収自体できない場合もある。また、その吸収するキャラの属性がエリアと一致している場合、吸収量が1.2倍になる。フラックスの吸収は連戦が全て完了した時に行われ、その時参戦しているメンバーの誰か一人しか行えない。

仲間の加入
ストーリー開始時は主人公とシナリオで会話に絡むパートナーの他、5人のメンバーがそれぞれ加入している。
ストーリーを進めたり特定のワールドイベントを起こすことで他のキャラが加入し、戦力の幅を広げるとともに後述する陣形を獲得できる。中には特定の主人公で特定のルート分岐でさらに特定の条件を満たさなければ参加しない、といった困難な条件のキャラもいる。
加入したキャラの初期ステータスは、HPやスキルレベルはパーティ全体のステータスを反映した値となる(専らHPは低めでスキルレベルは高めになる)。初期装備はキャラごとに固定。
仲間の成長
本作ではキャラそのものにレベルの概念がなく、戦闘終了時にHPやスキルレベルの上昇が発生する場合がある。HPは後衛でも少しずつ上昇するが、前衛ほどではない。キャラごとの成長率に加え、敵のレベルと比較して低いパラメーターほど上がりやすい。
筋力・技術力・運動性・体力・知力・集中力のパラメーターは、言ってしまえばそのキャラの才能に当たるもので戦闘を繰り返しても一切成長することはない。そのため、短期的なダメージの増減などは主に装備品に頼ることになる。
敵の強さ
敵の強さは固定ではなく、戦いを繰り返すと段階的に強くなっていく。バトルの報酬が直前のものと変化していた場合、敵のレベルが上がったということである。
全く同じバトルを繰り返していると上がりづらく、転戦を繰り返したりすると上がりやすい。
敵が強いと当然厄介になるが、スキルレベル及びランクの上昇や技・術の習得が発生しやすくなる。一方、変動的であるために多少強敵であっても序盤から倒すことはできなくもない。
敵ごとの基礎的な強さはそれぞれ決まっているため可能な限り戦わなければ楽にクリアできるという訳ではなく、装備品の強化やスキルレベル・ランクの上昇なども兼ねてある程度は戦いを繰り返す必要がある。
恩寵
戦闘中、大ダメージを受けるなど窮地に陥った場合、ランダムで十二星神によるサポート「恩寵」が発生する場合がある。効果は全て敵か味方かの全体に作用する。
恩寵の条件・効果は各神に応じて様々であり、パーティの状況次第ではなかなか発生しないものがある。
発生時の陣形には規定数まで恩寵が記録され、以降はその恩寵が発生しやすくなる。規定数に到達している状態で別の恩寵が発生した場合、古いものから消されていく。
武具強化
本作では多くの街にある鍛冶屋で、各バトルやイベントで獲得できる結晶などの素材を消費して武器や防具を強化することができる。中には特定の鍛冶屋でしか強化できない武具もある。
何度も強化していると鍛冶屋のランクが上がり、より強力な武具に強化できるようになる。鍛冶ランクは全ての鍛冶屋で共有される。
鍛冶屋には属性が設定されている場合があり、その場合は必要素材の数が1割減少する(複数の属性を併せ持つ場合もある)。作成可能な鍛冶レベルよりある程度現在の鍛冶レベルがある程度高い場合も段階的に必要量が減少する。
素材はバトルエリアごとに設定された属性・数の結晶を入手できる他、「リザーブ技を解除する」といった条件(リワード)を満たすことで追加で素材を入手できる。リワードは最大で3つあり、達成に成功すると元々獲得できる結晶の数も1割ずつ増える。
陣形
本作では仲間は加入する度にそのキャラの持つ陣形を取得できる。
陣形に特定位置のキャラに対して、能力をプラス補正したり特定の武器種などの消費BPを1下げたりといった効果がある。
また、前述の通り陣形によってはBPの増加の仕方も変化するほか、陣形ごとにBPの初期値や最大値が異なる。ものによっては減少してしまう場合もある。
装備・武器種
武器は大剣・長剣・小剣(レイピア)・槍・斧・棍棒・弓・体術・杖といったカテゴリが存在している。武器以外では盾・主防具・副防具・足防具・装飾の5種があり、それぞれ1つずつ装備できる。
キャラはどんな武器・防具でも装備できるが、得意とする武器が決まっている。加入時に最も低いレベルの武器種が不得意なものであり、これらは成長率や威力がマイナスされる。
人間タイプの敵もこれらのいずれかを使用する形となっており、敵専用の技はさほど多くはないためどの武器種がどのような特性を持っているか把握していると有利に戦える。
- 大剣：攻撃力の高い技が多いがひたすら攻撃することに長けたストロングスタイル。重量があり、速さを低下させる武器も多い。数少ない斬属性の間接攻撃が使える武器種。突属性が使えない。
- 長剣：本作で最も多様な技を持つ武器。属性攻撃やローコスト間接攻撃や各種リザーブ技が使えるため状況対応力が高い。亜種として二刀流がある。
- 二刀流：特定のロール(後述)をセットすることで使用可能。少ないが強力な技が使用可能な他、盾を装備できないが長剣技使用時なら武器ガードが発生する。斬属性のカウンターが使える。
- 小剣：眠りや毒の付与といった長剣をサポートよりに傾けたような特性を持ち、武器の威力が低めと概ね大剣の逆を行く。インタラプト技も得意だが、突属性しか使えない。他の近接武器と異なり、弓と同じ技術力依存な点に注意。
- 槍：長剣とは別の意味で大剣と小剣の間のような武器で、速さの代わりの威力を上げた形。ローコストのスタン技・全体攻撃技なども持つ。
- 斧：高い攻撃力を誇るが、確率で攻撃を外すため命中率に関わる「技術力」が低いと扱いづらい。バンプ技や防御力や速さを下げる技など、同じくパワータイプの大剣と比べると相手の阻害にも長ける。
- 棍棒：自分や敵の攻撃力・防御力を変動させる技や3種全てに対するインタラプト技を持つ。技が比較的少なく武器の攻撃力が低めのため、サポート向けといえる。
- 弓：技が無属性状態異常付与・間接攻撃・全体攻撃・多段ヒット技のいずれかという特殊な構成で、多段ヒット技の存在もあって意外とボスにも有効。斧と同じく確率で外れてしまうが、威力が技術力依存なので命中率とともにダメージも上げられる。武器ガード不可。
- 体術：武器だけでなく盾も使えないため防御面では弓と同レベルだが、確率で敵の攻撃を回避できる。パンチ・キック・投げの3系統があり、キャラごとにこのうち1つだけ習得率が低く設定されている様子。
- 杖：装備すると術が発動可能になる。この武器自体の攻撃力は全くあてにならないが、数少ない技の一つで術の威力を上げられる。

武器には武器種ごとの特徴の他に「標準型」「技巧型」といった傾向が決まっており、修得できる技はその傾向に依存する。
五行武器
世界で5種1つずつしか入手できない最強の武器。ただし、入手段階では古びており、2段階の強化を経て最強へと至る(未強化でも全体の中位クラスの攻撃力はある)。強化に必要な素材の傾向は全て同じ。特定の鍛冶屋でなければ強化できない。
関連イベントの多くはルート分岐などの発生条件というものはなく、入手エリアに到達できれば入手自体は可能。ただし、五行武器の存在そのものが会話に挙がることがなく、一切ヒントはない。
入手時に、パーティ全体で最も高いスキルレベル＋αの内で未入手の武器種が入手できるようになっており、決まった武器種というものはない。ただし、杖と素手扱いの武器はない。
五行の属性は入手できるエリアで決まっており、属性によってステータスのいずれかに若干の補正を受けることができる。
ロール
簡潔に言うとキャラごとの戦闘時における役回り。技・術を習得していくと、その組み合わせによって戦闘終了時に習得できる(術の場合、タイミングの都合で次の戦闘に持ち越しとなる)。複数の武器種やランクアップを必要とする場合がある。
特定の技を習得及びランクアップさせることで獲得することができ、戦闘準備画面でセットすることができる。また、各キャラの初期ロールは固有のものとなっている場合がある。
セットすると、ロールに設定された補正を受けることができる。ものによっては効果がパーティ全体に及んだり代償として別の特性がダウンしてしまう場合もある。
ロールをセットできる数は最も高いスキルレベルの下一桁が5になるたびに増えていく。最大数は5。
産業開発
北東界外というエリアにある村で開始するイベント。そこでもらえる「藁」を元にして、各地の都市で物々交換や加工を繰り返し、各都市で様々な産業品を生み出していく。
同じ都市で産業開発を行っていくと特産品が生み出され、産業品や特産品を全て入手するとトロフィーが獲得できる。非常に手間がかかるイベントであるが、トロフィー以外に獲得できるものはない。
緋色の野望では各地に下取り所が開設されたり、このイベント限定で入手できるアイテムが増えたりと重要度が増した。また、10個、50個同時に開発が可能になり、UI周りも改善されている。

## 登場人物
※声は特筆性のない場合、『緋色の野望』でのキャスト。

### メインキャラクター
ウルピナ
声 - 内田真礼
武家貴族ユラニウス家の令嬢。フルネームはユラニウス・マクシミア・ウルピナ。頭に花の飾りをしており、可憐で明るく正義感の強い性格で、世間知らずな一面もある。一方で、四将軍家の令嬢としての自覚があり、要所要所では令嬢らしいふるまいをしっかり見せ、剣将軍家の生まれに相応しく長剣の扱いを得意とするほか、政治の才能にも長けている。「5つの武器種の特定技を習得」と習得困難な二刀流をイベントによって使いこなせるようになる。
統治するロニクム州では民から慕われている。家族からも愛されており、父親が旅に同行しようとしたら兄や継母も声を上げたりする。
彼女は帝国再興を目指し、偽皇帝の存在を認めず、星神を信仰しているなど自身や人間の立場に従順なスタンスだが、父親はあまり帝国再興は望まれていないのではとして乗り気ではない様子。
他の四将軍家のうち、魔将軍家「グウィネズ」は令嬢が彼女の兄と許嫁であり、彼女自身も義姉(予定)に懐いている様子。一方、盾将軍家「イラクリオス」は母親がそこの令嬢であったが、ユラニウス家に嫁いできたことで少なくとも叔母からはあまりいい感情を持たれていない。弓将軍家「ヤンヨウジ」との関連は不明。
メインシナリオは「大地の蛇」。突如襲来してきたサウノックの使徒の操る土傀儡に国を襲撃される。さらに大地の蛇を鎮めることができる「皇帝の大鋸(おおぎ)」を唯一扱えるのがユラニウス家であったため、それを巡る騒動にも巻き込まれることになる。4つのメインシナリオの中で段階ごとの目的地がはっきりしており、ほぼ特定のルートで州を移動する一本道で進む。基本的に一度進むと前の州に戻れないことが多く、さらに素材が大量に入手できる北東界外を活用できるタイミングが遅いため、素材不足に陥りやすく装備の強化が非常にしづらい。
1周目に主人公となる確率が高く設定されているらしく、作中の設定をあまり把握していないプレイヤーと四将軍家の内側しか知らない世間知らずなウルピナとで概ね合致した目線で世界を取り巻く状況を知ることができる。他キャラのストーリー上でも、レオナルドほどではないが若干特殊な扱いを受けることがある。
モンド
声 - 木村雅史
ユラニウス家家臣。ウルピナお付きの壮年男性。槍を得意とする。ユラニウス家に深く忠誠を抱いており、ウルピナが「妖精の繭」の中に姿を消した時は7日間そばで待ち続けた。
ソロン
ユラニウス家後備兵団。ブロンドの長髪の男性術師。
ツィゴール
ユラニウス家浸透兵団。虎髭にヘッドバンドを身に着けた沈着な男性。弓を得意とする。
ネッサ
ユラニウス家遊撃兵団。小剣を得意とする茶髪ショートボブの女性。
ヤマト
ユラニウス家重装兵団。全身鎧に身を包んだ男性。大剣を得意とし、耐久にも秀でる。遠慮なく狙われやすい場所へ配置して下さいと進み出るなど、盾役を買って出る。
ベアトリス
ユラニウス家新鋭兵団。棍棒を得意とする女性。守備より攻めが好き。ヤマトと並ぶ耐性の持ち主。

レオナルド
声 - 内田雄馬
元々はワルな不良だったが、足を洗って農民となっていた。作中では分かりづらいが、センスに難がある様子。しかしある時行き倒れになった女性「サーシャ」が気を失う寸前に口にした言葉を聞いた身として、土地を売り払い彼女の目的地「アイ・ハヌム」を探す旅に出る。大剣を得意とする他、耐久力に長ける。
メインシナリオは「緋の欠片」。生まれた時から自身も持っていたという緋の欠片の反応を頼りに、各地で緋の欠片を集める。本作の主題ともいえるシナリオを担当している影響で、残り3つのシナリオが全てサブイベントに近い形で発生するなど、扱いが他の主人公とは全く異なる。また、プレー中に他の主人公格キャラを仲間にできるのも、逆に他の主人公のシナリオをプレー時に仲間にできる主人公キャラも、彼だけ。ウルピナ同様に1周目に選択される可能性が高くなっている。
エリザベート
声 - 阿澄佳奈
地主の娘。レオナルドと幼馴染で、「リサ」「レオ」と呼び合う。棍棒を得意とするが、苦手な武器種・術属性がない。恋人ではないが、少なくともリサは気になっているらしく女性のメンバーが増えると不機嫌になったりする。

タリア
声 - 田中敦子
陶芸家の女性。長い黒髪を結っており、和服を着ている。世界の歪みが原因で自分の作品が歪むようになってしまったため、歪みの原因を突き止めるために旅に出る。詳細は明かされないが魔女であったらしく、術の行使を得意とする。
メインシナリオは「不死鳥」。近くに降り立った不死鳥が歪みの原因と考えて追跡するが、やがて誰かしらが自分に干渉していることに気付く。ウルピナと同じくメインシナリオをクリアすると他のシナリオ2つをクリアする形だが、最初から自由に州を移動できるため行動の自由度は2番目に高い。
カーン
声 - 井上和彦
近隣に住む男性。東帝国「エルワカン」の元・近衛隊隊員で、キラーズという傭兵集団と行動を共にしている。槍が得意。ウルピナ編でも登場するが、その際はまだ近衛兵である。他の主人公でのプレー時も仲間になるパートナーキャラは、このカーンのみ。
トマト
冒険家集団キラーズのメンバー。初期装備は斧。赤髪のオールバックと、やや赤い褐色の肌が特徴の中年男性で、トマトになるのは敵の方だと豪語する。
スネイル
冒険家集団キラーズのメンバー。初期装備は棍。体力に秀でた青年。曰く、のろまではなく僕は堅実。
クイーン
冒険家集団キラーズのメンバー。初期装備は細剣。黒のドレスに金髪をなびかせた女性。女王の座は譲らない、とタリアを牽制する。
ハウス
冒険家集団キラーズのメンバー。初期装備は素手。嫌われ者だが、それは、もっと嫌われてる奴を始末するためだという。
コンパス
冒険家集団キラーズのメンバー。初期装備は剣。黒い服に身を包み、瞳と髪と同じシルバーの色の胸当てをする冷静な女性剣士。

バルマンテ
声 - 楠大典
処刑を執行する法定処刑人。執政シグフレイから次々に処刑執行を要求され、最後にシグフレイの首をも落とすことになるが、その際にシグフレイに7度蘇ると予言されたことで、シグフレイの首を7度落とすために彼を探し出すことになる。法定処刑人としての自負があり、処刑対象に関することだと融通が利かないことがある。処刑人らしく斧を使うが、技術力が低く適性はあっても相性が悪い。
メインシナリオは「シグフレイ」。各地でシグフレイが現れたという話を聞くたびにその地に赴き、処刑してケイ州に戻る、を繰り返す展開。移動先の制限があり、寄り道しようとすると止められる場合がある他、目的地に向かう途中で特定の州に立ち寄ることで他のシナリオが発生する。完全に行動が自由になるのは最終盤である上に条件付きで、最も自由度が低い(ただし単純な移動制限だけで考えるなら、ウルピナ編よりも緩い)。
アーサー
声 - KENN
ヤンヨウジ家に仕える法務書記官。土・金行の術を得意とする。女性の取り巻きなどがおり、情報収集を任せたりしている。配下のメンバーの中にはどちらかというと彼に縛られているものもいる様子。

### 重要キャラクター
大地の蛇
地に大穴を開けて現れる巨大な蛇。不死身であり、状況の対処には皇帝の大鋸（見た目はチェーンソー）をユラニウス家の人間が振るって封印する必要がある。大鋸は冥魔との繋がりを断つものであり、アスワカンを牛耳る「神聖共和国」に管理されている。
冥魔サウノックによって操られている。存在すると精霊の力を歪めてしまうものの使役状態でなければ凶悪な存在ではないらしく、原因であるサウノックとその「針」を排除してしまえばおとなしくなる。
雑魚として出現する「土蛇」の上位種といえる存在であり、他のシナリオボスに比べると頻繁に対決機会がある上に特殊性の乏しい戦闘であるため戦いやすい相手である。また、最大HP割合ダメージを発生させる毒が有効。
サーシャ
ファイアブリンガーの残滓である緋の欠片を破壊するために旅をする女性。とある理由で主人公の所持品に欠片を探知する力を与える。
実は「アレクサンドラ」という女性に水の大精霊が憑依した状態であり、その行動基準は人間のそれとは異なる。詳細は不明だが、ファイアブリンガーだけでなく星神も嫌悪している。ウルピナ・タリア編ではそれぞれ別キャラクター扱いで条件次第で加入する。
破壊時には玄蟲と呼ばれる不気味な蟲の姿となる。その異形のため、初破壊時には主人公たちに慄かれる。この玄蟲が水の大精霊なのかは不明（ちなみに、五行の由来である中国神話で同じく「玄」がつく聖獣は水神である）。
選択肢によってはこの玄蟲とも戦闘になる場合がある。シナリオボスに当たるが、4つのシナリオの中で唯一ボス戦闘を回避することができる相手である（バルマンテ編では戦闘は不可避）。
不死鳥
炎の大精霊。不死とあるが、寿命があり弱体化している状態ならば一時的に滅することはできる。その後、卵から再生する。再生後は再び弱体化するまで一切ダメージを与えられない、正に不死の存在。
弱体化時も、大精霊であるため強力な力を纏っており、その力を得るために卵を求め人間や魔物が集まってくる。そういった事も有り、不死鳥自体が意図せずとも、降り立った場所では大抵騒動が起きる。
前述のように通常ではダメージが与えられず、特殊な条件を満たす必要がある。ヒントは不死鳥との戦闘開始時に表示される。その特性上、被ダメージが多くなりがち。
シグフレイ
正義を騙り多くの民衆を無実の罪で斬首に処したコハン城の元・執政。物腰自体は柔らかい。その目的は星神の力を削ぐことにあるようである。
バルマンテ編では斬首刑に処しても百日経たずに復活し、復活すると別人に乗り移るなどで姿を変えることがある。その都度、復活場所で騒動を起こしては告発されて斬首刑に処される。果ては悪霊として出現するなど謎が多い。
共通シナリオでは各地での騒動を引き起こすことは同じであるが、追いつめられると都度逃げてしまうため斬首刑に処されることはない。悪霊化や憑依などはせず、主人公からは変装の名人と認識されている様子。
強力な術とモンスターの召喚、さらには術詠唱中以外は物理攻撃に対して高確率で盾ガードが発生するという非常に厄介な特性を併せ持つ。
ファイアブリンガー
声 - 杉田智和
かつて十二星神から遣わされた存在で、人に火を与えたはいいがそれをきっかけに冥魔の暗躍などもあって地上が荒れ果てるきっかけとなして追放された邪神。しかし、今でも復活を企んでいる。
その姿だけはローディング画面などで当初から目にすることができる。両手には二振りの剣「レーヴァテイン」を持ち、逞しい男性の姿をしている。
しかし、その伝承はほぼ偽りであった。本来の彼は非常に頭が回り、容赦のなさと優しさを持った正しく火のような存在。世界が生まれ、精霊が生まれ、その後に生まれた最初の神である。火を与えたことは事実であるが、それとは関係なしに自分より後に生まれた神々が人間を利用して争うなどしたのであった。その事態に対処するため、呼び出したのが異世界の神であった十二星神である。かくして、悪しき神々は冥魔へと落とされ、争いがなくなった。
その後、十二星神はファイアブリンガーに地上を自分たちに明け渡してほしいと頼み込む。助けてもらった恩があるためか了承するも、時折戻ってこれるように条件を出す。星神の1000年に1度という希望に対して700年に1度という契約にしようとするも、星神は7000年に1度に改変してしまう。が、これを読んでいた彼は1000年に7度という契約を成立させることに成功する。すると今度は星神は人間たちに偽りの伝承を吹き込み、地上を掌握せんとするファイアブリンガーを撃退させる手駒としたのである。
かくして7度目の撃破によって消滅したかに見えたが、それすらも計算のうちであった。自身は地上の神として君臨するにはもはや力が足りず、かといって悪辣な十二星神には任せておけないため、自身が懇意にした人間の中から導くものが現れるように仕向ける。帝国の崩壊と暗躍する星神や冥魔、さらには自身の欠片によって引き起こされる世界の混乱を全て人間を成長させる試練として利用し、最後に自分が最後の試練として君臨する、という計画を遂行したのが本作である。

### 十二星神
アダマス
作中解説「金属を加工する技術を手にした人間は多くのものを造れるようになったが、そのほとんどは武器や防具であった。」
鍛冶の星神。恩寵は敵の防御力が高い状態の時などに味方の攻撃力を上げる「アダマスの支援」。
アシュテール
作中解説「女神の慈愛に満ちた雨は、荒れ果てた大地に恵みをもたらすだろう。何度荒れ果てようとも、たとえそれが一時の慰みであっても。」
農業の星神。恩寵は状態異常を受けた時などに味方の状態異常とHPを回復する「アシュテールの慈愛」。
バートレット
作中解説「旅人や商人の守護神であり、人々には商業の神として崇められている。だが彼は狡知に富み詐術に長けた計略の神でもあったのだ。」
交易の星神。恩寵は戦闘中盤以降に敵が多く残存している時などに敵の防御力・素早さをダウンさせて眠らせる「バートレットの計略」。
ディーマージュ
作中解説「彼女の嘆きは嵐や荒波となり、すべてのものを呑み込まんとする。故に船乗りたちは彼女を奉る祠を建て、航海の無事を祈るのだと云う。」
航海の星神。恩寵は敵の連撃が発生した時などに敵に混乱付与のダメージを与える「ディーマージュの嘆き」。
イムホキエル
作中解説「彼が伝えた建築技術は帝国無き今でもその姿を各地に残し続けている。そしてそれらは、建築が人間社会を構築していると唱える彼の誇りそのものである。」
建築の星神。恩寵は敵の攻撃力が高い状態の時などに味方の防御力を上げる「イムホキエルの加護」。
カダ
作中解説「かの医神によりもたらされた医療によって、人はより永く生きられるようになった。彼らの命を救ったのは名の無い草花たちであった。」
医薬の星神。恩寵は敵に余力がある状態で大ダメージを受けた時などに味方のHPを大きく回復する「カダの癒し」。
ヴァッハ
声 - 西田望見
作中解説「その眩い輝きは、まさに彼女の偉大さと神秘性の象徴であるといえる。彼女の魔術はあらゆる不可能を可能に変えるであろう。」
魔術の星神。恩寵は全ての恩寵と同じ条件で発生し味方の全ステータスアップとHPの回復を行う「ヴァッハの眩耀」。
戦闘が発生する星神。赤紫の衣装をまとった女性の姿をしている。「ヴァッハズトイ」というモンスターが存在する他、唐突に巡礼者へ（本気ではない形で）攻撃を仕掛けるなど、悪い意味で遊び好きな様子を見せている。
マリガン
声 - 近藤浩徳
作中解説「かの獣神はあらゆる武具を使いこなし多くの敵を討ち取った。天より降り注ぐそれらは数多の戦場で勝ち取った戦利品なのだろうか。」
武術の星神。恩寵はHPが敵の方が多く残っているような劣勢時などに敵全体に大ダメージを与える「マリガンの狂騒」。
イベントで戦闘が発生する他、作中で唯一会話が発生する星神。己が強くなることにしか興味がないらしく、人間・大地の蛇・ファイアブリンガーなど対象を選ばず利用し、さらに人間を口封じとして殺そうとするなど悪辣な面を見せる。
シャムス
作中解説「その雷はあらゆる過ちを正し、規律を破る者に裁きを下すであろう。いかなる者であろうとも法律神の裁定から逃れる術はない。」
法律の星神。恩寵は敵がBPの多い技を使用しようとした時などに高確率でスタンさせる攻撃「シャムスの裁定」。
テヘドラ
作中解説「彼女は形あるものを慈しみ、分け隔てなくその身に抱いたと云う。命の有無は彼女にとって愛でるうえで重要なことではなかったのだ。」
工芸の星神。恩寵はステータスダウンとダメージを負っている時などにステータスダウン解除と味方のHPを回復する「テヘドラの抱擁」。
トゥクツ
作中解説「草原を旅するときに吹く追い風は、良い旅路を旅人にもたらすと伝えられている。彼の恩寵を初めて授かったのは若い羊飼いであった。」
遊牧の星神。恩寵は味方より素早い敵が多い時などに味方の素早さを上げる「トゥクツの追風」。
ウズメ
作中解説「彼女の舞は見たものすべての心を虜にし、昂らせた。神々ですら彼女の舞から目をそらすことはできなかったと云われている。」
芸術の星神。恩寵は敵に余力があり味方の行動が制限されている時などにBPの現在値と最大値を2アップさせる「ウズメの激励」。

### サブキャラクター
マクシミアス
声 - 青木強
帝国四将軍家たる武家貴族ユラニウス家の当主。アントニウス、ウルピナの父。ロクニム州の中心都市シルミウムを本拠地とする。

アントニウス
声 - 阪口周平
ユラニウス家の跡継ぎで、ウルピナの兄。ブロンドの長髪をなびかせる天才的な剣の腕の持ち主。

ヒルダ
武家貴族ユラニウス家当主マクシミアスの後妻。アントニウス、ウルピナ兄妹とは血の繋がりのない継母。家族仲は良好で、夫不在のシルミウムの留守も預かる。料理に洗濯、人生相談。仲間の世話に至るまで任せられる才女。

チアーゴ・リズボア
声 - 江口拓也
ロニクム州シルミウムの北東、セレナイフ州との境にあるパルム城を治める怪しげな侯爵。混乱に乗じてウルピナを捕らえようと目論む。普通でないところに、面白さや美しさが存在するものだという考えの持ち主。

オグニアナ
ユシタニア州にある、三代に渡って女王が支配する山賊の国グルモン女王国の七人の王女の一人。王位継承には興味が無く、それよりも世界を見てみたいと願う少女。初期装備は斧だが、槍が得意。

ミラーネ
ユシタニア州のアシュテール修道女。緑の修道服に身を包む。星神アシュテールを、お腹いっぱい食べさせてくれる素敵な女神さまと敬う。回復術を得手とする。

エリセド
声 - 伊藤静
帝国四将軍家のひとつ、魔将軍グウィネズ家の令嬢。ウルピナの兄アントニウスの許婚。

ヨーマン
金にがめつい船乗りの男。神聖共和国の目をかいくぐり、テスティカと帝都アスワカンの間の密航を橋渡ししている。棍棒を得意とする。その祖先は、ユラニウス家に船手衆として仕えていた。

グリフィン・ウルステル
声 - 近藤浩徳
リーア辺境州の廃村で、一人剣の稽古に勤しむ老人男性。ウルピナには『妖精』と思われていた。ウルピナの兄アントニウスとはかつて立ち合い、その才に嫉妬さえ感じたという。大剣を得意とする。

チチ
妖精信仰の強いリーア辺境ムロスに住む彫金師の娘。妖精に嫉妬されてしまう、と州の外へは出たことがなかったが、妖精のいたずら、として旅に加わる。初期装備は剣だが知力や集中力、技術力もそこそこある。

ルイース・ダーリング
ニューワイズに住む『イルフィー海最後の灯台守』。年老いた父母と暮らす壮年男性。体術を得意とする。珍しくフルネーム表記で仲間に加わるキャラクター。

ソクラテス
エディンポートに暮らす青年。一人称は僕。自分なんかを仲間にしても本当に役に立たないとは言いつつ、自分も何か出来ないかと模索している。魔物にも興味津々。槍が得意。

アングル
ニューワイズに住む商船の船長。右目の下にピンクのハートのタトゥーが入っている。船を操るのは得意だが、他のことはからっきし。初期装備は小剣。
ラマール
セレナイフ州ゼーニャ警備兵。褐色の肌に白髪、髭を蓄えた屈強な男。地域の産業にも詳しい。恩義を果たすため、また、共に戦うことが、結局はゼーニャの安全保障になることを信じて間に加わわる。木術を得手とする。
ティシサック
北東外界の知られざる村に住む女狩猟者。様々な獲物を狩っていた。魔物は素材になるが好まない。一人称はわし。初期装備は槍だが弓も使いこなし、大剣を除いた武器を扱える。
ローソン
声 - 楠見尚己
テルミナ州代官を務めるロー家の長。美人には弱い。自由に人生を楽しむため、息子である副代官ローカイにテルミナ州を任せ隠居し、旅に出る。術を得意とする。
ローカイ
テルミナ州代官ローソンの息子。水軍の指揮や用兵を得意としている。錬金術の知識にも長けている。旅の仲間には加わらない。
ネエ
ロクニム州ルーグ村のネエちゃん。表記の通り、名前がネエである。ピンクの洋服に身を包んだ少女。ウルピナを慕っている。
イグナシウス
ロクニム州のヨヴァ川とサナウ川の合流地点、オラグ池に浮かべる船を貸し出している船小屋の主。息子がネクワに住んでいる。ただのボート屋のオヤジじゃないらしい。
ムアダナイト
南方のメリダ海岸との交易地点、ネクワの町長。『私が、町長です』
ナシール
かつてアスワカンに住んでいた先祖がヘマをやらかし、ヌマディカ辺境州のかつての州都べリケに流されそこで生まれ育った。黄金の都を掘り当てようと集まる者たちに囲まれる生活に失望していたが、旅に出ることで俺の人生はこれからが勝負だと意気込む。初期装備武器は大剣。
ホンスワン
ヌマディカ辺境州アシナの村に住む青年。ニュウ族での名はセルハーン。緋の欠片を手にしたことで絶望していたが、主人公の姿に未来を見出す。初期装備武器は弓。
ネヴァーン
ハイバーニア州にある小さな小屋に、一人称が『ボク』の妹と住んでいる紫色の髪の魔法使い姉。破天荒な行動で妹を初め周囲を振り回すが、本人は常に前向きで悪気は無い。強大な魔力を持つがセンスが皆無。グウィネズ家に仕えようと、フォモーアやケオブランに騒動を巻き起こす。
ジゼル
ヤクサルト辺境州にあるトゥワイの踊り子。芸術の神星神ウズメを信奉する褐色の肌の女性。ウズメガールズを自称する。細剣を初期装備とするが火術も扱える。様々な演劇や芸術にも詳しい。
ポール・ヘジン
モウレワ州で祈りの塔の建設を推進する揚げパン屋の男性。『朝は私のチュロスを食べていきなさい。一日の活力になる。さあ、どうぞ。』得意武器は棍棒。万遍なく術も扱えるが知力はいまいち。
オーヴィル
南東外界の鳥人の村に住む男。グライダーで空を飛ぶことに強く執着しており、巨鳥モアの羽を使ってグライダーを改良する。非常に素早いが知力は非常に低い。
クミ
ビキニロ辺境州カプレーゼの女海賊。荒波も超える勇敢さを持ち、海賊であろうと勇気を買ってくれたことに対して協力を申し出る。
リコ
ケイ州ナングーンのギャング。常に戦って自分の居場所を手に入れてきた男。組織が壊滅すると旅に同行する。スキンヘッドであってハゲではない。体術を得手とする。
ユリア
ケイ州ナングーンの貴族のおっかけ。ある人に主人公のそばにいるように言われ仲間に加わわる。木術を得手とする。
エイディル
声 - 日野聡
メグダッセ辺境州で急激に勢力を拡大した遊牧民ワロミル族の王。旧い帝国を越える新帝国を築くことを志している青年。水色の民族衣装に見を包んでいる。時に、志を違えると主人公に立ちはだかることとなる。弓を得意としている。
ノーラン
メグダッセ辺境州ワロミル族の集落に暮らす羊飼いの青年。羊だけを導くただの羊飼いとしての日々から、羊以外のものを導いていく旅に心躍らせる。初期装備は杖。僅かながら剣、斧、体術の適切もある。
ヘイゲル
メグダッセ辺境州カイコウ族の集落に暮らす少女。しかしカイコウ族ではない。獅子王の地上絵が開放されても自身の運命が変わらないと悲観していたが、冥魔の地上絵が開放されたのを見て、自分自身も運命から開放され自由になれるのだと感じ旅に加わる。初期装備は弓。優秀だがLP1のキャラクターなので運用に注意が必要。
クライサ
テルミナ州の南端にあるカラス屋敷に住む若い女。水色のドレスに身を包みブロンドの髪を後ろで結んでいる。幻を見せることができるほどの強い魔力を持つ。自由を手に入れた後、彼女を信じ続けるとお礼に仲間に加わる。
エアライヒ
テルミナ海のほとりに一人佇む釣り人の青年。姉がいたが、行方不明になってしまった過去を持ち、自責の念にかられている。魔女に関わろうとすると警告してくる。剣が初期装備。
サイド・スタビアン
東帝国の町スタビアの貴族。首都エルワカンの陥落と太皇太后の崩御後、スタビアの街を護り、発展させていく決意を固める。火術を得手とし恰幅の良い外見だが意外と機敏。
ケンジ
ノルミ辺境州東の村人。ハンター協会の斡旋所に勤めており、甲高い声で笑う禿頭の巨漢。極寒のノルミ辺境州にあってもお腹の出た薄着しか身につけていない。音楽と芸術を愛する。『僕の価値に気づいてしまったね？』と仲間に加わり、この腹に賭けて後悔はさせないと誓う。ハンター協会を管理している時と戦闘中の顔はまるで別人。
ラファエル
サンドリア州のイムホキエルダム周辺で釣りをしているドレッドヘアーで色黒の漁師。なぜかラップを織り交ぜて会話する。
イレーネ
サンドリア州の中心都市ハダシュトを治める盾将軍家イラクリオス家の女当主。誇りを重んじる豪放な女傑。亡くなった実姉は剣将軍家ユラニウス家のマクシミアスに嫁いでいたため、マクシミアスは義兄だが、そのマクシミアスとは非常に仲が悪い。ウルピナの叔母に当たる人物。二人の息子のうち長男コンスタンティンは無類の女好きの放蕩息子。
サビット
帝都アスワカンの闇市場の人気の無い通りて、様々な装備品を探し求めている武器マニア。外見が瓜二つの双子の兄がいる。弁が立ち、旅の中で捉えられた時も薀蓄で放免された経験がある。
大魔女
帝都アスワカンの北市場に居を構える老婆。厳しいが、術の訓練をしてくれる。大魔女を長くやりすぎたため、後継者候補は魔女を捨ててしまった。
ルーナ
北東外界の調査小屋に派遣されている帝国図書館の二等書記官。一番は息が詰まるので二番で十分だという。他の書記官と違いベージュの制服を着ている。変身術の心得がある。
ツバキ
各地を転々とする赤髪の魔女狩人。魔女は決して許さない。細剣を得物としているが、術も不得手ではない。

## 地域
帝都アスワカン
作中解説「今は亡き帝国の都。政治・軍事・経済・文化あらゆるものの中心地だった。数度の略奪や大火にあい、今は荒廃している。」
本作の世界における中心。かつての帝都で十二星神を奉る神殿が存在している。現在は廃墟同然となっており、星神を崇める神聖共和国が我が物顔で牛耳っている。
中央には大型の神殿がそびえているが、堀で囲まれており直接渡る方法はない。
地下には広大な空間が広がっている。
アイ・ハヌム
おとぎ話に語られる地。ほとんどの記録が残っておらず、ほとんどの人は実在しないものと思っている。
かつて冥魔を信仰していたが、星神信仰が広まったことでその存在を否定された。その所在は不明であり、もし到達することができれば、皇帝たりうる超常の力「スカーレットグレイス」を得られるという。
ロニクム州
作中解説「帝国将軍家の一つ剣将軍ユラニウス家の支配する州。ユラニウス家は帝国の再興を目指しているが、今まで成功していない。」
剣将軍家「ユラニウス」が治める地。アスワカン南部にある。ウルピナで始めた時のスタート地点。
牧歌的な雰囲気があり、結晶が採掘できる鉱山が乏しい。
炭焼きを名産としている。
ヤクサルト辺境州
作中解説「十二星神の巡礼地の存在で名高い。かつてはアスワカンの神殿に行けない者の代用の巡礼地だったが、今ではこちらの巡礼の方が盛んである。」
十二星神の祠が点在する巡礼地。アスワカン西北西にある。レオナルドで始めた時のスタート地点。
いくつかの祠は様々な事情で隠蔽されており、代わりの祠が建てられている。
資源的な名産はないが、芸能が活発である。
テルミナ州
作中解説「テルミナ海を囲む州。帝国の中心部と東部地域の境に当るクニミ城は、帝国滅亡後、各勢力の奪い合う地となっている。山に灯される紋章焼きも有名。」
中央に湖、周辺に山を備えた地。タリアで始めた時のスタート地点。
東にあるトラキニ州にある東帝国の領地。湖の南北には関が設けられており、西からの侵攻に備えている。
鉄や銅などの鉱石の採掘が活発。
ケイ州
作中解説「帝国四将軍家の一つ弓将軍ヤンヨウジ家の支配する州。領内で大きな騒乱があり、弓将軍家は力を落としている。
ヤクサルト辺境州の隣にある砂地。アスワカン北西にある。バルマンテで始めた時のスタート地点。
広大な土地の中、不死鳥が舞い降りても平気な石造りのアーチがあったり野イチゴが生えていたりと様々な特色を持つ。また、アスワカンに渡ることができる数少ない州である他、前述のアーチが2つあるワープの出口となっている。
鉄の加工品が名産。
メグダッセ辺境州
作中解説「複数の遊牧部族が暮らす草原地帯。それよりも謎の地上絵の方が有名な辺境州。弱小部族だったワロミル族が覇権を握りつつある。」
北西の果てにある草原地帯。様々な部族が暮らしている。ユラニウス・イラクリオス家と関わりがある地でもある。
最大の特徴は四方に点在する地上絵。様々な怪物を模した絵が描かれているが、実はこれは「冥魔の徴」であり、完成させてしまうとその冥魔を呼び出してしまう。
酪農に関するものが名産。
ヌマディカ辺境州
作中解説「イムホキエル関門の外側、南西の果てにある辺境州。『黄金の都』を掘り当てようという山師以外は訪れない。」
体力を削るほど過酷な環境にある西端の地。ヤクサルト辺境州にある大きな門を抜けた先にある。
かつて黄金の都と呼ばれる都市が存在していたが、現在は滅んでおり所在地も不明となっている。黄金の都に一獲千金の夢を見る人たちが集まり、それらしいところを採掘している。そのため、産出物はない。
この州での戦闘は暑さによってHPが半減した状態になる（回復は可能。また、この分敵のHPも低く設定されている）。
モウレワ州
作中解説「弓将軍家と盾将軍家の争奪の的だが、法の星神シャムスの神殿が力を持っていて、両将軍家の進出を阻んでいる。最近新しい動きがあったようだ。」
ポールなる人物が、シグフレイを名乗って「祈りの塔」なる建造物を建てようと目を付けた地。
現在、反対派と賛成派が睨み合っており、また塔を破壊しようとする獣が度々現れるなど混沌とした状態となっている。
麦やブドウなどの農作物が取れる。
ノルミ辺境州
作中解説「ノルム人の住む地域全体がノルミ辺境州になっている。極寒の地で訪れる人はまばらだが、極北の物資を目当てにした交易は盛んだ。」
北の果てにある極寒の地。3人の英雄がこの地を守って息絶えたという。
当初は特に目立った要素はないが、イベントを進めたり戦闘を繰り返すことで隠されたものを目にすることができる。
テルミナ州とは別な鉱石が産出する。
サンドリア州
作中解説「帝国四将軍家の一つ盾将軍イラクリオス家の支配地域。巨大なイムホキエルダムと偽皇帝都・伝説の街サッカラでも有名な州。」
盾将軍家「イラクリオス」が治める地。東部には建築の星神の名を持つダム「イムホキエルダム」がそびえており、その直近にはサッカラという街がある。
実はイムホキエルダムには帝国消滅後に生まれた偽帝国の一つ「真・サッカラ」が隠されており、ロボットらしき防衛装置が徘徊している。
名産は織物。
トラキニ州
作中解説「巨大な活火山グリニオ山が特徴的な州。一般に『東帝国』の名で知られる国がエルワカンに都を置き、帝国の正当な後継を自認している。」
帝国の真の後継として「東帝国」を名乗る国が治める地。首都「エルワカン」は新しい文化という意味。直近にある火山が特徴的。
周辺には火山の影響かガスをたたえた「殺生石」や温泉、水属性のモンスター群が点在している。これらが絶妙なバランスを取っており、火又は水属性の因子が増減するたびに火山の様相が変化する。
北東界外
作中解説「帝国の外に当たり、『界外』と呼ばれる。帝国は界外に出ていくことを禁じていた。帝国が滅び、逆に人々の進出が始まっている。」
帝国の管理が及ばない北東の果て。
人が住む場所ではないが、一方で人の手がほとんど加わっていないため精霊の力が活発で結晶の鉱山を掘る余地がかなりある。
特産品といえるものはないが、藁だけは無尽蔵にある。
グラディオン州
作中解説「帝都アスワカンへの表玄関。かつては剣将軍家の支配地だったが、今は多くの勢力に分割されている。サンドリア州との境に長城がある。」
アスワカン直近にある地の一つ。ただし、アスワカンに渡るためには神聖共和国に許可をもらう必要がある。
周辺には複数の鉱山があり、掘り手や対魔獣の用心棒を募集している。
産出物はないが、帝都直近の地であり、人材だけは大量に存在している。
セレナイフ州
作中解説「帝都アスワカンとイルフィー海を結ぶ重要な拠点だった州。港湾都市は大きな自治権が与えられていた。今でも自立の道を模索している。」
内海に隣接する地。森に洞窟に迷宮と、バリエーション豊富である。
ロニクム州との境界にあるパルム城と非常に折り合いが悪く、資材を奪取したり奪われないように焼き払ったりといった鼬ごっこを繰り返している。
かつてパルム候の領地でもあったようだが、住人の悪感情が現パルム侯爵「チアーゴ」がへまをした人間を容易に首(処刑)にするような人物であることと関連するかは不明。
穀物の加工品や紡織などが盛ん。
リーア辺境州
作中解説「海が陸に迫り、大した資源も産業もないため、辺境州にとどめ置かれた地域。そのためか、妖精にまつわる伝説が多く残っている。」
山と内海に囲まれており、内海「イルフィー海」を超えた先にある内陸唯一の辺境州。星神や冥魔ではなく妖精が信仰されている。他の州に比べて町が多く、船を使って行き来する。
妖精は非常に気まぐれで時折シャレにならないことをやらかしたりもするが、住人はそれを受け入れている。北部にある繭は接触した存在の願いを過酷な形で叶えるという特性を持つ。
特産といえるものはない。
イルフィー海
作中解説「イルフィー海の主要部分を含む海の領域。帝国時代は総督が海を統括していたが、今は海賊のような集団によって分断されている。」
内海。ほぼ大半が海であるため、リーア辺境州同様に船で移動する必要がある。
灯台が点在しているが、帝国時代の失われつつある技術で作られているため、それを管理できる人間がほとんど絶えてしまっている。
魚介類の他、それらを獲る網なども特産品として扱われる。
ハイバーニア州
作中解説「帝国四将軍家の一つ魔将軍グウィネズ家の支配する州。グウィネズの本家は力を失い、三つの分家が支配権を争っている。」
魔将軍家「グウィネズ」が治める地。3つの分家が存在しておりそれぞれ離れた位置に拠点を構えている。その中心に森に囲まれた本家がある。ちなみに、本家と3つの分家はそれぞれ主とする属性が異なっている。
分家はそれぞれ非常に仲が悪く、お互いのことを全く信用していない。また、四将軍家に対するスタンスも異なっている。
中央に森があり、木材やそれにまつわる産出物が多い。
ユシタニア州
作中解説「帝国貴族の保養地が多く存在した州。帝国滅亡後、それらは略奪され廃墟と化してしまい、山賊と海賊が跋扈する地域となってしまった。」
山賊の女王と7人の王女が治める地。また、海賊も存在しており、小競り合いを繰り返している。
近隣の村はハイバーニア州との境界にあるグウィネズ分家の一つ「フォモーア」と女王との板挟みに悩んでいる。
パンやハチミツ、鉛筆に楽譜と幅広い加工品が特色。
ビキニロ辺境州
作中解説「帝国の南東の隅にある辺境州。愚にもつかない噂が広がっては消えていく奇妙な地域である。」
南の果てにある外海に隣接する地。
様々な噂が飛び交っており、信じることでイベントが発生するようになっている。
肉・魚・穀物・鮭といった様々な食材の加工が主産業である。
南東界外
作中解説「帝国の外に当たり、『界外』と呼ばれる。帝国は界外に出ていくことを禁じていた。手付かずの自然が残り、未踏の地が多い。」
南東の果て。北東界外とは逆に熱帯地帯であり、ジャングルが生い茂っている。
さらに南東の果てには巨大な鳥の巣と卵があり、到達するにはビキニロ辺境州から船を持ち込む必要があるが、境界には星神が監督する渦が航路をふさいでおり許しを得なければ渡ることができない。
住人がまばらであり、産業などはない。

## 用語
帝国
ファイアブリンガーに対抗するために生み出された国家。
ファイアブリンガーの撃破に伴って存在意義を失い、現在は首都の残骸が残るばかりとなっている。少なくとも作中に血族を名乗る人間は登場しない。
高度な技術を所有していたが、それを満足に伝承することなく滅びてしまったため、帝国由来の技術は衰退する一方である(作中では羅針盤や灯台が悪化していることが語られている)。
帝国の跡を継ぐ国家として名乗りを上げた「偽皇帝」達の国々は、現在存続しているのは東帝国しかない。作中の登場人物によると、正当な後継となるにはアイ・ハヌムで皇帝としての力を得る必要がある。
魔獣
作中で主に登場するモンスター。人間に危害を加えるため、危険視されている。
中には人間の行いが危険だからと阻もうとしている聖獣も存在するが、見分けがつかないためひとくくりに魔獣扱いされてしまっている。
冥魔
いわゆる魔族で、人間に災禍を齎す存在。会話が発生することがないため、知性の有無などは不明。
星神が登場するまでは人間の信仰の対象だった。とはいえ、恵みに感謝しての信仰ではなく、信仰するから自分の所に災いをもたらさないで、という忌避ゆえのものである。
「徴（しるし）」と呼ばれるその冥魔の姿をかたどったマークがあり、これが描かれることで召喚される模様。
サウノックを除けば、通常のモンスターとして登場するものと同じデザインとなっている。
精霊
詳細は不明だが、星神に次いで人間に信仰される存在。大地の力を精霊力と称したりもする。
星神に比べると本能に従うエネルギー体のような存在らしく、血によって穢されて冥魔と化してしまったりする場合もある。
上位の存在として大精霊というものも存在し、作中では火・水・木の大精霊が確認できる。
星神
人々に恵みを与える神々。ただし、ウルピナの話からすると困難に立ち向かおうとするものを優先するらしい。
様々な権能を司り、それに因む職業や土地柄に応じて神殿などが建造されている。
一方、儀式に生贄が必要だったり人間を利用しようとしたりなど悪神的な側面も持ち合わせており、ウルピナは信心深く、タリアはあまりいい感情を持っていないなど、人々の信心深さは各々大きな差がある。
緋の欠片
砕けたファイアブリンガーの欠片。
強い力を有しており、モンスターを引き寄せてしまったりする場合がある。また、同じ緋の欠片や精霊力に反応する性質があり、それらを探索するために用いられたりする。
緋の欠片編ではこれを集めることになるが、集めた数に応じてラスボスの性能が変化するようになっている。

## スタッフ
- ゲームデザイン、シナリオ 河津秋敏
- キャラクターデザイン 小林智美
- サウンドコンポーザー 伊藤賢治

## 関連書籍
- 『サガ スカーレット グレイス 公式設定資料+攻略ガイド 緋の天啓』ISBN 978-4757552395 / スクウェア・エニックス 2017年1月
- 『サガ スカーレット グレイス 公式設定資料+攻略ガイド 緋の天啓「緋色の野望」対応 増補版』ISBN 978-4757557758 / スクウェア・エニックス 2018年8月